# Nekrolog 1. Quartal 1947
Nekrolog
◄◄
| ◄
| 1943
| 1944
| 1945
| 1946
| 1947 | 1948 | 1949 | 1950 | 1951 | ► | ►►
1. Quartal |
2. Quartal |
3. Quartal |
4. Quartal 1947
Weitere Ereignisse | Allgemeiner Nekrolog 1947
Die Beschreibung der verstorbenen Person sollte so kurz wie möglich gehalten sein und nur deren signifikante Tätigkeit(en) enthalten.
Neue Namen ggf. auch unter dem Geburts- und Sterbedatum, also etwa unter 1. Januar und im Geburts- und Sterbejahr (2024) eintragen (nur bei entsprechender großer Wichtigkeit). Für Beispiele siehe die schon vorhandenen Artikel.
Außerdem über die fünf zuletzt Verstorbenen, zu denen es einen ausreichend guten Artikel für eine Präsentation auf der Hauptseite gibt, nach der todesbedingten Überarbeitung der Artikel ggf. auch unter Wikipedia Diskussion:Hauptseite informieren und sie am besten auch in den anderen Wikipedia-Sprachversionen eintragen. Tipp: Regelmäßig bei news.google.de nach „ist tot“, „gestorben“ oder „verstorben“ suchen.
Wenn eine Person gestorben ist, gibt es viele Seiten zu dieser Person in der Wikipedia, die davon auch betroffen sind und entsprechend aktualisiert werden müssen. Beispiele: Namenübersichtsseite, Geburtsjahr, Geburtsort-Seiten und viele mehr.
Wie finde ich die betroffenen Seiten?
Im Suchfeld auf der linken Seite gibt man den Suchbegriff so ein: „Vorname Nachname“. Dann klickt man auf Volltext und alle Seiten mit entsprechendem Suchtext werden aufgerufen. Hier sieht man dann schnell, wo auch das Todesjahr Sinn macht oder sogar ein Teil des Artikels angepasst werden muss. Auch hilft das „Werkzeug“ auf der linken Seite sehr gut, um solche Seiten aufzufinden: „Links auf diese Seite“. Somit ist die Wikipedia wieder aktuell in allen Bereichen! Hinweis: bei Eintragung der Kategorie „Gestorben JAHR“ wird der Missbrauchsfilter 49 ausgelöst, was jedoch nicht schlimm ist. Siehe: Spezial:Missbrauchsfilter/49
Dies ist eine Liste von im ersten Quartal 1947 verstorbenen bekannten Persönlichkeiten. Die Einträge erfolgen innerhalb der einzelnen Daten alphabetisch sortiert. Tiere sind im Nekrolog für Tiere zu finden.

## Januar
| Tag        | Name                               | Beruf, bekannt als | Alter | Beleg |
| ---------- | ---------------------------------- | --- | ----- | ----- |
| 1. Januar  | Walter Kaufmann                    | deutscher Physiker | 75    |       |
| 1. Januar  | Carl Malke                         | deutscher Politiker (DNVP), MdR | 72    |       |
| 1. Januar  | Oskar Masing                       | deutsch-baltischer Philologe | 72    |       |
| 1. Januar  | Junius Edgar West                  | US-amerikanischer Politiker | 80    |       |
| 2. Januar  | Hector Munro Chadwick              | britischer Anglist, Historiker und Mediävist | 76    |       |
| 2. Januar  | Bernhard Danckelmann               | preußischer Verwaltungsjurist und Landrat | 60    |       |
| 2. Januar  | Ellen Gulbranson                   | schwedisch-norwegische Sängerin | 83    |       |
| 3. Januar  | Ernst Hardt                        | deutscher Schriftsteller, Übersetzer und Theaterintendant                                                                                                  | 70    |       |
| 3. Januar  | Georg Wetzell                      | deutscher Offizier, zuletzt General der Infanterie und Chef des Truppenamtes (1926–1927)                                                                   | 77    |       |
| 4. Januar  | Richard Bausch                     | deutscher Unternehmer | 77    |       |
| 4. Januar  | Kurt Doerry                        | deutscher Leichtathlet, Olympiateilnehmer und Sportjournalist                                                                                              | 72    |       |
| 4. Januar  | Max von Esterle                    | österreichischer Maler und Porträtist | 76    |       |
| 4. Januar  | Albert Ireton                      | britischer Tauzieher | 67    |       |
| 4. Januar  | Pjotr Iwanowitsch Petrowitschew    | russischer Landschaftsmaler | 72    |       |
| 4. Januar  | Forrest Reid                       | irischer Schriftsteller, Literaturkritiker und Übersetzer                                                                                                  | 71    |       |
| 4. Januar  | Jean Strauwen                      | belgischer Komponist und Dirigent | 68    |       |
| 4. Januar  | Kitani Tokuo                       | japanischer Eisschnellläufer | 37    |       |
| 5. Januar  | Eduard Anderson                    | deutscher Maler | 73    |       |
| 5. Januar  | Karl Blume                         | deutscher Komponist und Sänger | 63    |       |
| 5. Januar  | Pat Boot                           | neuseeländischer Mittelstreckenläufer | 32    |       |
| 5. Januar  | Karl August Hindrey                | estnischer Schriftsteller, Journalist und Karikaturist | 71    |       |
| 5. Januar  | Hermann Mertz von Quirnheim        | deutscher Offizier, zuletzt Generalleutnant sowie Präsident des Reichsarchivs (1919–1931)                                                                  | 80    |       |
| 5. Januar  | Nagano Osami                       | japanischer Admiral | 66    |       |
| 5. Januar  | Charles Schlee                     | dänisch-US-amerikanischer Radrennfahrer | 73    |       |
| 5. Januar  | Ulisse Stacchini                   | italienischer Architekt | 75    |       |
| 5. Januar  | Ovington Weller                    | US-amerikanischer Politiker | 84    |       |
| 6. Januar  | Konstantin Dumba                   | österreichischer Diplomat und Pazifist | 90    |       |
| 6. Januar  | Toni Kaden                         | deutsche Schauspielerin | 82    |       |
| 6. Januar  | Adolf Suter                        | Schweizer Jurist und Politiker | 64    |       |
| 6. Januar  | Ernest Thiel                       | schwedischer Bankier und Kunstsammler | 87    |       |
| 6. Januar  | Eberhard Wolfram                   | deutscher Marineoffizier, zuletzt Vizeadmiral im Zweiten Weltkrieg                                                                                         | 64    |       |
| 7. Januar  | Rudolf Birbaumer                   | österreichischer Politiker (GDVP), Hauptschullehrer und Schriftsteller                                                                                     | 70    |       |
| 7. Januar  | William Bowman                     | US-amerikanischer Fechter und Rechtsanwalt | 65    |       |
| 7. Januar  | Doctor Clayton                     | US-amerikanischer Blues-Sänger und Songschreiber | 48    |       |
| 7. Januar  | Rudi Hempel                        | deutscher Arbeiterfunktionär und Widerstandskämpfer gegen den Nationalsozialismus                                                                          | 35    |       |
| 7. Januar  | Carl Matthiesen                    | deutscher lutherischer Theologe | 80    |       |
| 7. Januar  | Pablo Palacio                      | ecuadorianischer Schriftsteller und Professor | 40    |       |
| 7. Januar  | Wilhelm Schulz                     | deutscher Politiker (NSDAP) und Lehrer | 59    |       |
| 7. Januar  | Franz von Tessen-Wesierski         | deutscher Theologe und Priester | 77    |       |
| 7. Januar  | Johannes Wendland                  | preußischer evangelische Geistlicher und Hochschullehrer                                                                                                   | 75    |       |
| 7. Januar  | Georg Wildhagen                    | deutscher Rechtsanwalt | 89    |       |
| 8. Januar  | Stephan à Porta                    | Schweizer Rechtsanwalt, Wohnungsbauunternehmer und Stifter                                                                                                 | 78    |       |
| 8. Januar  | Gustav von Bartenwerffer           | deutscher Offizier und Politiker (DNVP), MdR | 74    |       |
| 8. Januar  | Moritz Julius Binder               | deutscher Kunsthistoriker, Museumsdirektor und Kunstsammler                                                                                                | 69    |       |
| 8. Januar  | Hermann Finke                      | deutscher Bibliothekar und Epigraphiker | 69    |       |
| 8. Januar  | Hans Fridrich                      | Oberbürgermeister von Breslau | 62    |       |
| 8. Januar  | Rudolf von Jaksch                  | böhmischer Internist | 91    |       |
| 8. Januar  | Tadeusz Kutrzeba                   | polnischer General | 61    |       |
| 8. Januar  | Heinrich von Loesch                | deutscher Historiker, Jurist und Rittergutsbesitzer | 73    |       |
| 8. Januar  | Friedrich Ferdinand Moritz         | deutschbaltischer Historien-, Porträt- und Landschaftsmaler sowie Zeichenlehrer                                                                            | 80    |       |
| 8. Januar  | Ludmilla Nowak                     | österreichische Autorin | 63    |       |
| 8. Januar  | Adolf Sieverts                     | deutscher Chemiker | 72    |       |
| 8. Januar  | Albert Stolz                       | Südtiroler Öl- und Freskenmaler | 71    |       |
| 8. Januar  | Lambertus Zijl                     | niederländischer Bildhauer | 80    |       |
| 9. Januar  | Herman Bing                        | deutscher Schauspieler | 57    |       |
| 9. Januar  | Paul Dougherty                     | US-amerikanischer Marinemaler | 69    |       |
| 9. Januar  | Johann Hötzendorfer                | österreichischer Bauer und Politiker, Abgeordneter zum Nationalrat                                                                                         | 73    |       |
| 9. Januar  | Hans Hoffmann                      | deutscher Zoologe | 50    |       |
| 9. Januar  | Sōichi Kakeya                      | japanischer Mathematiker | 60    |       |
| 9. Januar  | Willi Fr. Könitzer                 | deutscher Journalist, Schriftsteller und Übersetzer | 41    |       |
| 9. Januar  | Karl Mannheim                      | ungarisch-deutscher Philosoph und Soziologe | 53    |       |
| 9. Januar  | Fidelis von Stotzingen             | deutscher römisch-katholischer Geistlicher und Benediktiner                                                                                                | 75    |       |
| 9. Januar  | Johann Voigt                       | deutscher Holzarbeiter und Politiker (SPD) | 80    |       |
| 10. Januar | Arthur E. Andersen                 | US-amerikanischer Unternehmer, Gründer von Arthur Andersen LLP                                                                                             | 61    |       |
| 10. Januar | August Blom                        | dänischer Filmregisseur | 77    |       |
| 10. Januar | Joseph Huegel                      | Oberbürgermeister von Weinheim | 70    |       |
| 10. Januar | Oda Sakunosuke                     | japanischer Schriftsteller | 33    |       |
| 10. Januar | Bernhard Rösing                    | deutscher Marineoffizier | 77    |       |
| 10. Januar | Hanns Sachs                        | österreichischer Psychoanalytiker, Mitarbeiter Sigmund Freuds                                                                                              | 66    |       |
| 10. Januar | André Savignon                     | französischer Schriftsteller | 69    |       |
| 10. Januar | Heinrich Wintzer                   | deutscher Offizier und Generalleutnant im Zweiten Weltkrieg                                                                                                | 55    |       |
| 11. Januar | Elly Bender                        | deutsche Theaterschauspielerin und Sängerin (Sopran) | 83    |       |
| 11. Januar | Lynn Frazier                       | US-amerikanischer Politiker | 72    |       |
| 11. Januar | Gustav Herb                        | deutscher Reichsgerichtsrat | 84    |       |
| 11. Januar | Anatole de Monzie                  | französischer Politiker | 70    |       |
| 11. Januar | Johann Ofner                       | österreichischer Bauernvertreter, Bürgermeister und NS-Opfer                                                                                               | 70    |       |
| 11. Januar | Andrea Evangelina Rodríguez Perozo | dominikanische Medizinerin und Autorin | 67    |       |
| 11. Januar | Hjalmar Siilasvuo                  | finnischer Offizier | 54    |       |
| 11. Januar | Theodor Tantzen der Jüngere        | deutscher Politiker (DDP, FDP), MdR, MdL | 69    |       |
| 12. Januar | Jonas Cohn                         | deutscher Philosoph und Pädagoge und Hochschullehrer | 77    |       |
| 12. Januar | Rosa Smith Eigenmann               | US-amerikanische Ichthyologin | 88    |       |
| 12. Januar | Fukazawa Sakuichi                  | japanischer Holzschnitt-Künstler | 50    |       |
| 12. Januar | Karl August Nerger                 | deutscher Konteradmiral und Ritter des Ordens Pour le Mérite                                                                                               | 71    |       |
| 12. Januar | Afrânio Peixoto                    | brasilianischer Arzt und Schriftsteller | 70    |       |
| 12. Januar | Kōrli Stalte                       | livischer Lehrer, Küster, Organist, Dichter und Essayist                                                                                                   | 76    |       |
| 12. Januar | Veit Valentin                      | deutscher Historiker und Archivar | 61    |       |
| 13. Januar | Max Blanckenhorn                   | Geologe | 85    |       |
| 13. Januar | Julius Goebel                      | deutscher Fotograf | 83    |       |
| 13. Januar | Albert Gottheiner                  | deutscher Architekt | 68    |       |
| 13. Januar | Willy Katz                         | deutsch-jüdischer Mediziner | 68    |       |
| 13. Januar | Friedrich Koch                     | deutscher Kunstmaler | 87    |       |
| 13. Januar | Ignazio Saietta                    | italo-amerikanischer Gangster und Begründer der Black Hand Gang in New York City                                                                           | 69    |       |
| 13. Januar | Karl Süssheim                      | deutscher Historiker und Orientalist | 68    |       |
| 13. Januar | Ferruccio Truffi                   | italienischer Chemiker und Pharmazeut | 87    |       |
| 13. Januar | Wassili Wassiljewitsch Wachruschew | sowjetischer Politiker, Ministerpräsident der RSFSR | 44    |       |
| 13. Januar | Agnes Wurmb                        | deutsche Lehrerin und Oberschulrätin | 70    |       |
| 14. Januar | Heinrich Georg Dikreiter           | deutscher Journalist, Redakteur und Politiker (SPD), MdL                                                                                                   | 81    |       |
| 14. Januar | Mary Gilchrist                     | schottische Schachspielerin |       |       |
| 14. Januar | Otto Goldmann                      | deutscher Jurist und Schriftsteller | 62    |       |
| 14. Januar | Eduard Haber                       | deutscher Beamter und Diplomat | 80    |       |
| 14. Januar | Bill Hewitt                        | US-amerikanischer American-Football-Spieler | 37    |       |
| 14. Januar | Albert Bruce Jackson               | englischer Botaniker | 70    |       |
| 14. Januar | Cecil Madigan                      | australischer Entdeckungsreisender, Geologe und Geograph                                                                                                   | 57    |       |
| 14. Januar | Vaclovas Michnevičius              | litauischer Bauingenieur und Architekt |       |       |
| 14. Januar | Martin Schmidt                     | deutscher Paläontologe und Geologe | 83    |       |
| 14. Januar | Johannes Jacobus Smith             | niederländischer Gärtner und Botaniker | 79    |       |
| 14. Januar | Hilde Wernicke                     | deutsche Psychiaterin und Euthanasietäterin | 47    |       |
| 15. Januar | Georg Carl Amdrup                  | dänischer Marineoffizier und Polarforscher | 80    |       |
| 15. Januar | Otto Blensdorf                     | deutscher Rhythmiker | 75    |       |
| 15. Januar | Walther Bode                       | deutscher Jurist und bürgerlicher Politiker |       |       |
| 15. Januar | Max Deiters                        | deutscher Lithograf, Grafiker und Maler | 54    |       |
| 15. Januar | Walter Marcard                     | deutscher Ingenieur und Hochschullehrer | 55    |       |
| 15. Januar | Victor Robinson                    | US-amerikanischer Pharmazeut, Arzt und Medizinhistoriker                                                                                                   | 60    |       |
| 15. Januar | Karl Voretzsch                     | deutscher Romanist | 79    |       |
| 16. Januar | Ernst Alfred Aye                   | deutscher Konzertsänger |       |       |
| 16. Januar | Sonny Berman                       | US-amerikanischer Jazz-Trompeter | 21    |       |
| 16. Januar | Riza Eibenschütz                   | österreichische Opernsängerin in den Stimmlagen Sopran und Alt                                                                                             | 76    |       |
| 16. Januar | Eduard Haschek                     | österreichischer Physiker | 71    |       |
| 16. Januar | Alexander Hornig                   | österreichischer Komponist und Pianist | 61    |       |
| 16. Januar | Pjotr Nikolajewitsch Krasnow       | russischer Offizier, Kosakenataman und Generalleutnant der zaristischen Armee zur Zeit der Oktoberrevolution 1917                                          | 77    |       |
| 16. Januar | Fate Marable                       | amerikanischer Jazz-Band-Leader und Pianist | 56    |       |
| 16. Januar | Günther Merk                       | deutscher Jurist, SS-Brigadeführer und Generalmajor der Polizei                                                                                            | 58    |       |
| 16. Januar | Helmuth von Pannwitz               | deutscher Generalleutnant im Zweiten Weltkrieg | 48    |       |
| 17. Januar | Hryhorij Chomyschyn                | ukrainischer Bischof, Märtyrer, Seliger | 79    |       |
| 17. Januar | Arthur Headlam                     | englischer Geistlicher der Kirche von England und Bischof von Gloucester                                                                                   | 84    |       |
| 17. Januar | Arnold Langen                      | deutscher Ingenieur und Industrieller | 70    |       |
| 17. Januar | Eugène Lanti                       | französischer Mitbegründer des linksgerichteten Esperanto-Verbandes SAT                                                                                    | 67    |       |
| 17. Januar | Wilhelm Levison                    | deutscher Historiker | 70    |       |
| 17. Januar | Johannes Nitzsche                  | deutscher Techniker und Kinopionier | 67    |       |
| 17. Januar | Richard Poelchen                   | deutscher Chirurg | 89    |       |
| 17. Januar | Andrei Grigorjewitsch Schkuro      | russischer General während des Russischen Bürgerkrieges und Verbündeter der Nazis                                                                          | 59    |       |
| 17. Januar | Jean-Marie-Rodrigue Villeneuve     | kanadischer Kardinal der römisch-katholischen Kirche und Erzbischof von Québec                                                                             | 63    |       |
| 18. Januar | Philipp Christ                     | deutscher Politiker (Bauernpartei, DNVP), MdR | 79    |       |
| 18. Januar | Johan Adrian Jacobsen              | norwegischer Ethnologe | 93    |       |
| 18. Januar | Albin Jakopič                      | jugoslawischer Skispringer | 34    |       |
| 18. Januar | Melchior Kern                      | deutscher Maler und Malpädagoge | 74    |       |
| 18. Januar | Ernst Rolffs                       | lutherischer Theologe und Stadtsuperintendent in Osnabrück                                                                                                 | 79    |       |
| 18. Januar | Kundan Lal Saigal                  | indischer Sänger und Schauspieler | 42    |       |
| 19. Januar | Luigi Bertoni                      | Schweizer Anarchist, Autor und Typograf | 74    |       |
| 19. Januar | Juozas Grigaitis                   | litauischer Jurist, Richter, Generalleutnant | 65    |       |
| 19. Januar | Ishihara Jun                       | japanischer Physiker | 66    |       |
| 19. Januar | Manuel Machado                     | spanischer Dichter | 72    |       |
| 19. Januar | Johannes Prelle                    | deutscher Theologe und Politiker (DHP), MdL | 71    |       |
| 19. Januar | Maximilian Roider                  | deutscher Bildhauer, Steinmetz und Porträtist | 69    |       |
| 20. Januar | Aline Mayrisch de Saint-Hubert     | luxemburgische Frauenrechtlerin, Autorin und Philanthropin                                                                                                 | 72    |       |
| 20. Januar | Pierre Krier                       | luxemburgischer Politiker | 61    |       |
| 20. Januar | Philipp Maurer                     | deutscher Politiker | 64    |       |
| 20. Januar | Andrew Volstead                    | US-amerikanischer Politiker | 86    |       |
| 20. Januar | Eduard Wächter                     | Theologe | 81    |       |
| 20. Januar | Ernst Weinmann                     | deutscher Zahnarzt, SS-Führer und Oberbürgermeister von Tübingen                                                                                           | 39    |       |
| 20. Januar | Gotthardt Wolf                     | deutscher Kameramann | 59    |       |
| 21. Januar | Hans Wenzel Baudis                 | deutscher Pädagoge und Schriftsteller | 67    |       |
| 21. Januar | Emil Just                          | deutscher Generalmajor | 61    |       |
| 21. Januar | Hermann Müller                     | deutscher Leichtathlet | 61    |       |
| 21. Januar | Rosalija Samoilowna Salkind        | russische kommunistische Politikerin | 70    |       |
| 21. Januar | Walter Siemianowsky                | deutscher Jurist und Politiker | 55    |       |
| 21. Januar | Leonhard Theobald                  | Pfarrer, Gymnasialprofessor, Kirchenhistoriker | 69    |       |
| 22. Januar | Max Berg                           | deutscher Architekt und Baubeamter | 76    |       |
| 22. Januar | Demétre Chiparus                   | rumänischer Bildhauer und Keramiker des Art déco | 60    |       |
| 22. Januar | Fjodor Iljitsch Dan                | russischer Arzt und Menschewik | 75    |       |
| 22. Januar | Carl Falck                         | deutscher Verwaltungsjurist | 62    |       |
| 22. Januar | Michael Gspandl                    | österreichischer Politiker (CSP), Mitglied des Bundesrates                                                                                                 | 82    |       |
| 23. Januar | Pierre Bonnard                     | französischer Maler des Symbolismus | 79    |       |
| 23. Januar | Marcus A. Coolidge                 | US-amerikanischer Politiker (Demokratische Partei) | 81    |       |
| 23. Januar | James Louis Garvin                 | britischer Verleger | 78    |       |
| 23. Januar | Roy Geiger                         | US-amerikanischer Militär, General des United States Marine Corps                                                                                          | 61    |       |
| 23. Januar | Franz Rehrl                        | österreichischer Politiker (CS) und Landeshauptmann von Salzburg, Mitglied des Bundesrates                                                                 | 56    |       |
| 24. Januar | Max von Bleichert                  | deutscher Großindustrieller und Kunstsammler | 71    |       |
| 24. Januar | Wilhelm Fuchs                      | deutscher Agrarwissenschaftler, SS-Führer, Polizist und Kriegsverbrecher                                                                                   | 48    |       |
| 24. Januar | Chigusa Kitani                     | Nihonga-Malerin | 51    |       |
| 24. Januar | August Meyszner                    | österreichischer Politiker (Heimatblock, NSDAP), Landtagsabgeordneter, MdR, Generalleutnant der Polizei im Nationalsozialismus und Mitglied des Reichstags | 60    |       |
| 24. Januar | Friedrich Polte                    | deutscher SS-Obersturmbannführer und Kriegsverbrecher | 36    |       |
| 24. Januar | Friedrich Schmitz-Bellinger        | deutscher Maler | 55    |       |
| 24. Januar | Ludwig Teichmann                   | deutscher SS-Obersturmbannführer | 37    |       |
| 24. Januar | Felix Timmermans                   | flämischer Schriftsteller und Maler | 60    |       |
| 25. Januar | Rudolf Buttmann                    | deutscher Jurist, Bibliothekar und Politiker (NSDAP), MdR                                                                                                  | 61    |       |
| 25. Januar | Al Capone                          | US-amerikanischer Gangsterboss | 48    |       |
| 25. Januar | Adolfo Carabelli                   | argentinischer Tango- und Jazzmusiker, Pianist, Komponist und Bandleader                                                                                   | 53    |       |
| 25. Januar | Carl Engel                         | deutscher Vor- und Frühgeschichtshistoriker | 51    |       |
| 25. Januar | Otto Findeisen                     | deutscher Komponist sowie Dirigent | 84    |       |
| 25. Januar | Hans Helm                          | deutscher Polizeibeamter | 37    |       |
| 25. Januar | Julius La Fontaine                 | deutscher Jurist und NS-Opfer | 55    |       |
| 26. Januar | Jost Fitschen                      | deutscher Botaniker | 78    |       |
| 26. Januar | John Smith Flett                   | britischer Geologe | 77    |       |
| 26. Januar | Gustav Adolf Erbprinz von Schweden | schwedischer Erbprinz und Herzog von Västerbotten | 40    |       |
| 26. Januar | Guy U. Hardy                       | US-amerikanischer Politiker | 74    |       |
| 26. Januar | William Perry Hay                  | US-amerikanischer Paläontologe und Zoologe | 74    |       |
| 26. Januar | Willy Klitzing                     | deutscher Staatsbeamter und ehrenamtliches Mitglied des Volksgerichtshofs                                                                                  | 61    |       |
| 26. Januar | Grace Moore                        | US-amerikanische Opernsängerin (Sopran) und Schauspielerin der 1930er Jahre                                                                                | 48    |       |
| 27. Januar | Alexander Brown                    | schottischer Mathematiker | 69    |       |
| 27. Januar | Paul Percy Harris                  | US-amerikanischer Gründer des Rotary Club | 78    |       |
| 27. Januar | Adalbert Lontschar                 | österreichischer Offizier und General der der deutschen Wehrmacht, als Kriegsverbrecher hingerichtet                                                       | 61    |       |
| 27. Januar | Anna von Mildenburg                | österreichische Opernsängerin (Sopran) und gefeierte Wagner-Interpretin                                                                                    | 74    |       |
| 27. Januar | James Victor Uspensky              | russischstämmiger US-amerikanischer Mathematiker | 63    |       |
| 28. Januar | Ernst Borkowsky                    | deutscher Pädagoge, Historiker und Literaturwissenschaftler                                                                                                | 86    |       |
| 28. Januar | Morris Raphael Cohen               | US-amerikanischer Jurist, Rechtshistoriker und Rechtsphilosoph                                                                                             | 66    |       |
| 28. Januar | Arnold Eisler                      | österreichischer Politiker (SDAP), Landtagsabgeordneter, Abgeordneter zum Nationalrat                                                                      | 67    |       |
| 28. Januar | Reynaldo Hahn                      | französischer Komponist | 72    |       |
| 28. Januar | Friedrich Mennecke                 | deutscher Arzt, Gutachter bei der Euthanasie-Aktion T4 | 42    |       |
| 28. Januar | Hubert Naendrup                    | deutscher Rechtswissenschaftler und Universitätsrektor | 74    |       |
| 28. Januar | Hans Stamms                        | deutscher Boxer | 44    |       |
| 29. Januar | Albert Arnstadt                    | deutscher Politiker (Deutschkonservative Partei, DNVP), MdR                                                                                                | 84    |       |
| 29. Januar | Ernst Baasch                       | deutscher Historiker | 85    |       |
| 29. Januar | Camillo Ruggera                    | österreichischer Offizier, zuletzt deutscher General der Flakartillerie im Zweiten Weltkrieg                                                               | 61    |       |
| 29. Januar | Geoffrey Basil Spicer Simson       | britischer Seemann und Afrikaforscher, Hydrograph | 71    |       |
| 30. Januar | Frederick Blackman                 | britischer Pflanzenphysiologe | 80    |       |
| 30. Januar | Emil Bürgi                         | Schweizer Pharmakologe und Rektor der Universität Bern | 74    |       |
| 30. Januar | James Larkin                       | sozialistischer Aktivist und Führer der irischen Gewerkschaftsunion                                                                                        | 73    |       |
| 30. Januar | Joseph Martin Nathan               | deutscher Geistlicher und Weihbischof, Erbauer der Branitzer Heil- und Pflegeanstalten und Politiker, MdR                                                  | 79    |       |
| 30. Januar | Karl Schaum                        | deutscher Chemiker | 76    |       |
| 31. Januar | David Josef Bach                   | österreichischer Musikkritiker | 72    |       |
| 31. Januar | Oscar Callaway                     | US-amerikanischer Politiker | 74    |       |
| 31. Januar | Hans Drape                         | deutscher Ingenieur, Direktor der Lüneburger Licht- und Wasserwerke sowie Oberbürgermeister der Stadt Lüneburg                                             | 70    |       |
| 31. Januar | Franz Ritter von Epp               | deutscher Berufssoldat und Politiker (NSDAP), MdR | 78    |       |
| 31. Januar | Alexandre Freytag                  | Schweizer Bibelforscher und Begründer der Religionsgemeinschaft „Kirche des Reiches Gottes“                                                                | 76    |       |
| 31. Januar | Clifford Jones                     | US-amerikanischer Schlagzeuger des Chicago Jazz |       |       |
| 31. Januar | Rudolf Kasper                      | nationalsozialistischer Gewerkschaftsführer | 50    |       |
| 31. Januar | Alfred Rosche                      | sudetendeutscher Jurist, Finanzfachmann, Politiker (NSDAP), MdR und SA-Führer                                                                              | 62    |       |
|            | Ernst Droem                        | deutscher Schriftsteller und Dichter | 66    |       |
|            | Joan Fulleylove                    | britische Glasmalerin | 60    |       |
|            | Richard Kaaserer                   | deutscher SS-Oberführer sowie SS- und Polizeiführer | 50    |       |

## Februar
| Tag         | Name                                   | Beruf, bekannt als                                                                                            | Alter | Beleg |
| ----------- | -------------------------------------- | --- | ----- | ----- |
| 1. Februar  | Detlev von Arnim-Kröchlendorff         | deutscher Gutsbesitzer und Politiker (DNVP), MdR                                                              | 68    |       |
| 1. Februar  | Filippo Cortesi                        | italienischer Geistlicher, römisch-katholischer Erzbischof und vatikanischer Diplomat                         | 70    |       |
| 1. Februar  | Carl Hilpert                           | deutscher Offizier, zuletzt Generaloberst im Zweiten Weltkrieg                                                | 58    |       |
| 1. Februar  | Paul Huldschinsky                      | deutscher Innenarchitekt und Bühnenbildner                                                                    | 57    |       |
| 1. Februar  | Paul Moldenhauer                       | deutscher Jurist, Hochschullehrer und Politiker (DVP), MdR                                                    | 70    |       |
| 1. Februar  | Karl Pinkpank                          | deutscher Lehrer, Imker, Autor und Politiker (DB)                                                             | 63    |       |
| 1. Februar  | Werner Usbeck                          | deutscher Maschinenbauer und Eisenbahner                                                                      | 65    |       |
| 1. Februar  | Adolf Winkelmann                       | deutscher KZ-Arzt                                                                                             | 59    |       |
| 2. Februar  | J. D. Beresford                        | britischer Science-Fiction-Autor                                                                              | 73    |       |
| 2. Februar  | Peter Dahm                             | deutscher Pianist und Hochschullehrer                                                                         | 69    |       |
| 2. Februar  | Ernst Diehl                            | deutscher Klassischer Philologe und Epigraphiker                                                              | 72    |       |
| 2. Februar  | Pierre-Marie Durieux                   | französischer römisch-katholischer Geistlicher und Erzbischof                                                 | 62    |       |
| 2. Februar  | Willibald Hentschel                    | deutscher Naturwissenschaftler, Schriftsteller                                                                | 88    |       |
| 2. Februar  | Werner Hoosmann                        | deutscher Kommunalpolitiker, Oberbürgermeister der Stadt Mülheim an der Ruhr                                  | 59    |       |
| 3. Februar  | Wilbur Cortez Abbott                   | US-amerikanischer Historiker und Pädagoge                                                                     | 77    |       |
| 3. Februar  | Charles Albert Browne                  | US-amerikanischer Agrikulturchemiker und Wissenschaftshistoriker                                              | 76    |       |
| 3. Februar  | Wilhelm Caspari                        | deutscher Theologe                                                                                            | 70    |       |
| 3. Februar  | Heinrich Lorenz                        | deutscher Politiker, Ministerpräsident Schaumburg-Lippe (SPD)                                                 | 76    |       |
| 3. Februar  | Arthur Malmgren                        | deutscher Theologe                                                                                            | 86    |       |
| 3. Februar  | Marc Andrew Mitscher                   | US-amerikanischer Marineflieger und Admiral                                                                   | 60    |       |
| 3. Februar  | Carl Nedelmann                         | deutscher Kaufmann und Glasfabrikant                                                                          | 79    |       |
| 3. Februar  | Nikolai Dmitrijewitsch Papaleksi       | sowjetischer Hochfrequenztechniker                                                                            | 66    |       |
| 3. Februar  | Otto Magnus von Stackelberg            | deutsch-baltischer Genealoge und Autor                                                                        | 79    |       |
| 3. Februar  | Konrad Zander                          | deutscher Konteradmiral und General der Flieger                                                               | 63    |       |
| 4. Februar  | Jakob Eich                             | Bischof, Apostolischer Vikar von Groß-Namaland, Namibia                                                       | 58    |       |
| 4. Februar  | Heinrich Haag                          | deutscher Landwirt und Politiker (DNVP, WBWB), MdR                                                            | 67    |       |
| 4. Februar  | Alwin Reinhold Korselt                 | deutscher Mathematiker                                                                                        | 82    |       |
| 4. Februar  | Luigi Russolo                          | italienischer futuristischer Maler und Komponist                                                              | 61    |       |
| 4. Februar  | Marie Schuster-Schörgarn               | österreichische Malerin                                                                                       | 77    |       |
| 4. Februar  | Siegfried Seidl                        | österreichischer KZ-Kommandant in Theresienstadt                                                              | 35    |       |
| 4. Februar  | Bernhard Voß                           | deutscher SS-Brigadeführer und Generalmajor                                                                   | 54    |       |
| 5. Februar  | Carl Bobe                              | Begründer des Postleitzahlensystems                                                                           | 68    |       |
| 5. Februar  | Hans Fallada                           | deutscher Schriftsteller                                                                                      | 53    |       |
| 5. Februar  | Armin Graebert                         | deutscher Kommunalpolitiker und Oberbürgermeister der Stadt Wurzen (1939–1945)                                | 48    |       |
| 5. Februar  | Antonius Hilfrich                      | deutscher Geistlicher, Bischof von Limburg                                                                    | 73    |       |
| 5. Februar  | Friedrich Lau                          | deutscher Archivar und Historiker                                                                             | 79    |       |
| 5. Februar  | Paul Mulzer                            | deutscher Dermatologe und Hochschullehrer                                                                     | 66    |       |
| 5. Februar  | Wolfgang Andreas Reuter                | deutscher Maschinenbau-Ingenieur und Unternehmer                                                              | 80    |       |
| 6. Februar  | Oliver Max Gardner                     | US-amerikanischer Politiker, Gouverneur von North Carolina (1929–1933)                                        | 64    |       |
| 6. Februar  | Max Gülstorff                          | deutscher Schauspieler                                                                                        | 64    |       |
| 6. Februar  | Theodor Nauman                         | norwegischer Wasserballspieler                                                                                | 61    |       |
| 6. Februar  | John Rhodes                            | britischer Segler                                                                                             | 76    |       |
| 6. Februar  | Eduard Rohn                            | nationalsozialistischer Kommunalpolitiker                                                                     | 66    |       |
| 6. Februar  | Otto Sartorius                         | deutscher evangelischer Geistlicher und Genealoge                                                             | 82    |       |
| 6. Februar  | Ellen Wilkinson                        | britische Politikerin (Labour), Mitglied des House of Commons                                                 | 55    |       |
| 7. Februar  | Franz Gielen                           | deutscher Oberbürgermeister im Rheinland                                                                      | 79    |       |
| 7. Februar  | Else Krafft                            | deutsche Journalistin und Schriftstellerin                                                                    | 69    |       |
| 8. Februar  | Josefine Bakhita                       | sudanesische Heilige                                                                                          |       |       |
| 8. Februar  | Karl Czerpien                          | Schweizer Maler, Zeichner und Karikaturist                                                                    | 68    |       |
| 8. Februar  | Wilhelm Greb                           | Landtagsabgeordneter Volksstaat Hessen                                                                        | 48    |       |
| 8. Februar  | Ernst Klett                            | deutscher Kaufmann und Verleger                                                                               | 84    |       |
| 8. Februar  | Richard Sawade                         | deutscher Dompteur und Generaldirektor                                                                        | 78    |       |
| 9. Februar  | Arthur Goldschmidt                     | deutscher Richter                                                                                             | 73    |       |
| 9. Februar  | Jacques Montéran                       | französischer Kameramann und Filmpionier                                                                      | 64    |       |
| 9. Februar  | Beatrice Rohner                        | Schweizer evangelische Theologin                                                                              | 70    |       |
| 9. Februar  | Wilhelm Schiefer                       | deutscher nationalsozialistischer Pädagoge                                                                    | 61    |       |
| 10. Februar | Holm Eppendorff                        | deutscher Generalmajor                                                                                        | 81    |       |
| 10. Februar | Wilhelm Krüger                         | deutscher Agrikulturchemiker                                                                                  | 89    |       |
| 10. Februar | Robert Kuhnert                         | deutscher Agrarwissenschaftler                                                                                | 83    |       |
| 10. Februar | Ludwig Volkmann                        | deutscher Verleger und Kunsthistoriker                                                                        | 77    |       |
| 10. Februar | Wenzel Wirkner                         | österreichischer Genre- und Landschaftsmaler                                                                  | 82    |       |
| 11. Februar | Gregori Aminoff                        | schwedischer Mineraloge, Professor der Mineralogie und Künstler                                               | 64    |       |
| 11. Februar | Werner Hartenstein                     | deutscher Verwaltungsjurist, Oberbürgermeister von Freiberg                                                   | 67    |       |
| 11. Februar | Karl Hafner                            | Schweizer Politiker (FDP) und Rechtsanwalt                                                                    | 68    |       |
| 11. Februar | E. M. Hull                             | britische Schriftstellerin                                                                                    | 66    |       |
| 11. Februar | Martin Klein                           | estnisch-russischer Ringer                                                                                    | 62    |       |
| 11. Februar | Wilhelm Kohlbach                       | deutscher General                                                                                             | 50    |       |
| 11. Februar | Bernhard Schmid                        | deutscher Architekt und Denkmalpfleger; Landeskonservator in Ost- und Westpreußen; Restaurator der Marienburg | 74    |       |
| 11. Februar | Hilmar Trede                           | deutscher Musikwissenschaftler                                                                                | 44    |       |
| 12. Februar | Moses Gomberg                          | ukrainischstämmiger US-amerikanischer Chemiker                                                                | 81    |       |
| 12. Februar | Ernst Hochschartner                    | österreichischer Maler                                                                                        | 70    |       |
| 12. Februar | Richard Horn                           | deutscher Politiker, Gewerkschaftsfunktionär                                                                  | 56    |       |
| 12. Februar | Getty H. Huffine                       | US-amerikanischer Komponist, Posaunist und Tubist                                                             | 57    |       |
| 12. Februar | Ragnhild Kaata                         | norwegische taubblinde Frau                                                                                   | 73    |       |
| 12. Februar | Franz Künzer                           | deutscher Verwaltungsjurist und Abgeordneter in Preußen                                                       | 82    |       |
| 12. Februar | Kurt Lewin                             | deutsch-amerikanischer Psychologe                                                                             | 56    |       |
| 12. Februar | Otto Lüer                              | deutscher Architekt                                                                                           | 81    |       |
| 12. Februar | Karl Neuhaus                           | deutscher Politiker (CSP, DNVP), MdR                                                                          | 66    |       |
| 12. Februar | Lazar Felix Pinkus                     | deutsch-schweizerischer Bankier und Autor                                                                     | 65    |       |
| 12. Februar | Alfred Spangenberg                     | deutscher Politiker (NSDAP), MdR                                                                              | 49    |       |
| 12. Februar | Dmitri Semjonowitsch Stellezki         | russischer Bildhauer, Bühnenbildner, Architekt, Illustrator und Maler                                         | 72    |       |
| 12. Februar | Auguste Stéphane                       | französischer Radsportler                                                                                     | 84    |       |
| 12. Februar | Sidney Toler                           | US-amerikanischer Schauspieler                                                                                | 72    |       |
| 12. Februar | Tito Trocchi                           | italienischer Geistlicher, Kurienerzbischof der römisch-katholischen Kirche                                   | 82    |       |
| 13. Februar | Karl Folta                             | deutscher Politiker (NSDAP), MdR                                                                              | 54    |       |
| 13. Februar | Erich Hecke                            | deutscher Mathematiker                                                                                        | 59    |       |
| 13. Februar | Beatrice Tomasson                      | britische Bergsteigerin                                                                                       | 87    |       |
| 13. Februar | Conrad von Wedemeyer                   | deutscher Verwaltungsbeamter                                                                                  | 76    |       |
| 14. Februar | M. Düsterbrock                         | deutsche Dramatikerin und Heimatdichterin                                                                     | 81    |       |
| 14. Februar | Mauritz Eriksson                       | schwedischer Sportschütze                                                                                     | 58    |       |
| 14. Februar | Otto Hertling                          | deutscher Kaufmann und Politiker, MdHB                                                                        | 68    |       |
| 14. Februar | Gerhard Kempinski                      | deutscher Gastronom und Filmschauspieler                                                                      |       |       |
| 14. Februar | Martin Mutschmann                      | deutscher mittelständischer Unternehmer, Politiker (NSDAP), MdR und sächsischer Ministerpräsident (1935–1945) | 67    |       |
| 14. Februar | John Page                              | britischer Eiskunstläufer                                                                                     |       |       |
| 14. Februar | Phraya Phahon Phonphayuhasena          | Premierminister von Thailand                                                                                  | 59    |       |
| 15. Februar | Antonín Bouček                         | tschechischer Journalist und Autor                                                                            | 56    |       |
| 15. Februar | Frank H. Foss                          | US-amerikanischer Politiker                                                                                   | 81    |       |
| 15. Februar | Hans Krebs                             | deutsch-böhmischer Publizist und Politiker (NSDAP), MdR                                                       | 58    |       |
| 15. Februar | Ernst Kundt                            | deutscher Politiker (NSDAP), Mitgründer der Sudetendeutschen Partei, MdR                                      | 49    |       |
| 15. Februar | Walter Lohmann                         | deutscher Jurist und Politiker (DVP)                                                                          | 85    |       |
| 15. Februar | Alfred Noss                            | deutscher Münzsammler und Numismatiker                                                                        | 91    |       |
| 15. Februar | Otto Rietzsch                          | deutscher Reichsgerichtsrat                                                                                   | 56    |       |
| 15. Februar | Margaret Marshall Saunders             | kanadische Schriftstellerin                                                                                   | 85    |       |
| 15. Februar | Franz Werner                           | tschechoslowakischer Politiker (SdP)                                                                          | 65    |       |
| 15. Februar | Hans Westen                            | deutscher Industrieller und Politiker (NSDAP) in Böhmen                                                       | 55    |       |
| 15. Februar | Mustafā ʿAbd ar-Rāziq                  | ägyptischer Religionsgelehrter                                                                                |       |       |
| 16. Februar | Bianca Bianchi                         | deutsch-österreichische Opernsängerin (Koloratursopranistin)                                                  | 92    |       |
| 16. Februar | Maud Joachim                           | englisch-britische Suffragette                                                                                | 77    |       |
| 16. Februar | Valdemar Møller                        | dänischer Schauspieler                                                                                        | 62    |       |
| 16. Februar | Allen T. Treadway                      | amerikanischer Politiker                                                                                      | 79    |       |
| 17. Februar | Ettore Bortolotti                      | italienischer Mathematikhistoriker                                                                            | 80    |       |
| 17. Februar | Rudolf Gercke                          | deutscher Offizier, zuletzt General der Infanterie im Zweiten Weltkrieg                                       | 62    |       |
| 17. Februar | Shivakiar Ibrahim                      | ägyptische Königin                                                                                            | 70    |       |
| 17. Februar | Gustav Leutelt                         | sudetendeutscher Dichter und Schriftsteller                                                                   | 86    |       |
| 17. Februar | Kamen Petkow                           | bulgarischer Architekt                                                                                        |       |       |
| 17. Februar | Heinrich Schulte-Altenroxel            | Landwirt, Kolonist und Unternehmer in Südafrika und Münster                                                   | 79    |       |
| 17. Februar | M. P. Shiel                            | britischer Schriftsteller                                                                                     | 81    |       |
| 17. Februar | Friedrich Unteutsch                    | deutscher Verwaltungsjurist und Landrat des Landkreises Eisenach                                              | 55    |       |
| 17. Februar | Hélène Vacaresco                       | rumänisch-französische Schriftstellerin                                                                       | 82    |       |
| 18. Februar | Joachim Ernst von Anhalt               | deutscher Herzog von Anhalt                                                                                   | 46    |       |
| 18. Februar | Georg Buchwald                         | deutscher evangelischer Theologe                                                                              | 87    |       |
| 18. Februar | Amandus Haase                          | deutscher sächsischer Vorgeschichtsforscher                                                                   | 60    |       |
| 18. Februar | Johannes Kretzschmar                   | deutscher Historiker und Archivar                                                                             | 82    |       |
| 18. Februar | Friedrich von Lucanus                  | deutscher Tierpsychologe und Autor                                                                            | 77    |       |
| 18. Februar | Willy Moralt                           | deutscher Genre- und Landschaftsmaler und Großneffe von Carl Spitzweg                                         | 62    |       |
| 19. Februar | Leopold Blauensteiner                  | österreichischer Maler                                                                                        | 67    |       |
| 19. Februar | Povilas Brazaitis                      | litauischer Jurist und Politiker                                                                              | 67    |       |
| 19. Februar | Alfred Driemel                         | deutscher Nationalsozialist und SS-Obersturmführer in Konzentrationslagern                                    | 39    |       |
| 19. Februar | Leopold Höchtl                         | österreichischer Politiker (CSP), Landtagsabgeordneter, Abgeordneter zum Nationalrat                          | 76    |       |
| 19. Februar | Charles Leaf                           | britischer Segler                                                                                             | 51    |       |
| 19. Februar | Charles Frédéric Petit                 | französischer Bogenschütze                                                                                    | 89    |       |
| 19. Februar | August Schmidhuber                     | deutscher Offizier, SS-Brigadeführer und Generalmajor der Waffen-SS                                           | 45    |       |
| 19. Februar | Walter Witting                         | deutscher Generalleutnant der Luftwaffe im Zweiten Weltkrieg                                                  | 67    |       |
| 20. Februar | Montague Birch                         | britischer Geiger und Dirigent                                                                                |       |       |
| 20. Februar | Frank Coyle                            | US-amerikanischer Stabhochspringer                                                                            | 60    |       |
| 20. Februar | Rudolf Kait                            | österreichischer Politiker (ÖVP), Mitglied des Bundesrates                                                    | 46    |       |
| 20. Februar | Otto Quante                            | deutscher Maler                                                                                               | 71    |       |
| 21. Februar | Richard Benzing                        | deutscher Mediziner                                                                                           | 54    |       |
| 21. Februar | Charles Paget, 6. Marquess of Anglesey | britischer Adeliger                                                                                           | 61    |       |
| 21. Februar | Walther Uffenorde                      | deutscher HNO-Arzt                                                                                            | 68    |       |
| 21. Februar | August Waterbeck                       | deutscher Bildhauer                                                                                           | 71    |       |
| 21. Februar | Lee Zahler                             | US-amerikanischer Komponist                                                                                   | 53    |       |
| 22. Februar | Martin Drucker                         | deutscher Jurist und Strafverteidiger                                                                         | 77    |       |
| 22. Februar | Ludwig Jost                            | deutscher Botaniker und Hochschullehrer                                                                       | 81    |       |
| 22. Februar | Anton Keschmann                        | österreichischer Jurist, Politiker                                                                            | 76    |       |
| 22. Februar | Wladimir Alexandrowitsch Lebedew       | russischer Pilot und Industrieller                                                                            |       |       |
| 22. Februar | Marcello Nizzola                       | italienischer Ringer                                                                                          | 46    |       |
| 22. Februar | Harry Kendall Thaw                     | US-amerikanischer Millionenerbe und Mörder                                                                    | 76    |       |
| 23. Februar | Clara von Beringe                      | deutsche Malerin                                                                                              | 83    |       |
| 23. Februar | John Ulrich Schroeder                  | deutscher Jurist                                                                                              | 70    |       |
| 23. Februar | John Strange Spencer-Churchill         | britischer Offizier                                                                                           | 67    |       |
| 23. Februar | Václav Štech                           | tschechischer Schriftsteller, Komödienautor und Theaterdirektor                                               | 87    |       |
| 23. Februar | Franz Christian Wulff                  | deutscher Rechtsanwalt und Politiker, MdHB                                                                    | 73    |       |
| 24. Februar | Tor Andræ                              | schwedischer Religionshistoriker, Bischof von Linköping, Mitglied der Svenska Akademien                       | 61    |       |
| 24. Februar | Richard Francke                        | deutscher Reichsgerichtsrat                                                                                   | 60    |       |
| 24. Februar | Heinrich Herberg                       | deutscher Verwaltungsjurist                                                                                   | 73    |       |
| 24. Februar | Pierre Janet                           | französischer Philosoph, Psychiater und Psychotherapeut                                                       | 87    |       |
| 24. Februar | Alfred F. Lichtenstein                 | US-amerikanischer Philatelist                                                                                 | 70    |       |
| 24. Februar | Gustav Regelmann                       | deutscher Kommunalpolitiker                                                                                   | 66    |       |
| 24. Februar | Dora von Stockert-Meynert              | österreichische Schriftstellerin                                                                              | 76    |       |
| 25. Februar | Horst von Einsiedel                    | deutscher Jurist, Ökonom und Widerstandskämpfer                                                               | 41    |       |
| 25. Februar | Adolf Herz                             | österreichischer Maschinenbauingenieur                                                                        | 84    |       |
| 25. Februar | Friedrich Paschen                      | deutscher Physiker                                                                                            | 82    |       |
| 26. Februar | Walter Adam                            | österreichischer Journalist und Politiker                                                                     | 61    |       |
| 26. Februar | Niklaus Bolt                           | Schweizer Pfarrer und Jugendschriftsteller                                                                    | 82    |       |
| 26. Februar | Johann Fortner                         | deutscher Offizier, zuletzt Generalleutnant im Zweiten Weltkrieg                                              | 62    |       |
| 26. Februar | Louis Sigurd Fridericia                | dänischer Hygieniker                                                                                          | 66    |       |
| 26. Februar | Heinrich Häberlin                      | Schweizer Politiker (FDP)                                                                                     | 78    |       |
| 26. Februar | Urho Karhumäki                         | finnischer Schriftsteller                                                                                     | 55    |       |
| 26. Februar | Alban Köhler                           | deutscher Radiologe                                                                                           | 72    |       |
| 26. Februar | Karl Körfer                            | preußischer Landrat                                                                                           | 90    |       |
| 26. Februar | Josef Kübler                           | General der Deutschen Wehrmacht                                                                               | 50    |       |
| 26. Februar | Alexander Löhr                         | österreichischer Generaloberst der deutschen Wehrmacht                                                        | 61    |       |
| 26. Februar | August Schmid                          | deutscher Ministerialbeamter und Vertriebenenfunktionär                                                       | 77    |       |
| 26. Februar | Paul Schulze-Berghof                   | deutscher Schriftsteller                                                                                      | 73    |       |
| 26. Februar | Kálmán Tihanyi                         | ungarischer Physiker und Erfinder                                                                             | 49    |       |
| 27. Februar | Charles Hoadley                        | australischer Geologe und Polarforscher                                                                       | 59    |       |
| 27. Februar | Paul Simon                             | deutscher Politiker (NSDAP), MdR                                                                              | 39    |       |
| 28. Februar | Robert Cauer der Jüngere               | deutscher Bildhauer                                                                                           | 84    |       |
| 28. Februar | Rudolf Leitner                         | österreichischer und deutscher Diplomat                                                                       | 55    |       |
| 28. Februar | Arnold Rechberg                        | deutscher Künstler, Journalist und Politiker                                                                  | 67    |       |
| 28. Februar | Francis Yard                           | französischer Schriftsteller                                                                                  | 73    |       |
|             | Walter Salpeter                        | deutscher Jurist und SS-Führer                                                                                | 44    |       |
|             | Martin Schede                          | deutscher Klassischer Archäologe                                                                              | 63    |       |
|             | Alfred Voeltzkow                       | deutscher Zoologe, Botaniker und Forschungsreisender                                                          | 86    |       |
|             | Karl Weise                             | deutscher Bildender Künstler                                                                                  | 56    |       |

## März
| Tag      | Name                                      | Beruf, bekannt als                                                                                                  | Alter | Beleg |
| -------- | ----------------------------------------- | --- | ----- | ----- |
| 1. März  | Denis Carey                               | irischer Hammerwerfer                                                                                               | 74    |       |
| 1. März  | Hans Leifhelm                             | deutsch-österreichischer Lyriker                                                                                    | 56    |       |
| 1. März  | Junius T. Liles                           | US-amerikanischer Politiker                                                                                         | 70    |       |
| 2. März  | Stanhope Forbes                           | irischer Maler des Spätimpressionismus                                                                              | 89    |       |
| 2. März  | Heinrich Goldemund                        | österreichischer Architekt, Stadtplaner und Baumanager                                                              | 83    |       |
| 2. März  | Pauline Gower                             | britische Pilotin und Schriftstellerin                                                                              | 36    |       |
| 2. März  | Luise Mewis                               | Heimatdichterin | 82    |       |
| 2. März  | Luís de Montalvor                         | portugiesischer Schriftsteller                                                                                      | 56    |       |
| 2. März  | Felix Muche-Ramholz                       | deutscher Maler | 78    |       |
| 2. März  | Leopold Prečan                            | Erzbischof von Olmütz                                                                                               | 80    |       |
| 3. März  | Walter Griphan                            | deutscher Polizist und SS-Führer                                                                                    | 55    |       |
| 3. März  | Cecil Haig                                | britischer Degenfechter                                                                                             | 84    |       |
| 3. März  | Filaret Kolessa                           | ukrainischer Ethnograph, Folklorist, Komponist und Musikwissenschaftler                                             | 75    |       |
| 3. März  | Anton Nägele                              | deutscher Historiker und Geistlicher                                                                                | 71    |       |
| 4. März  | Reinhold Backmann                         | deutscher Germanist                                                                                                 | 62    |       |
| 4. März  | Luisa Piccarreta                          | katholische Mystikerin und Mitglied des Dritten Ordens des Heiligen Dominikus                                       | 81    |       |
| 5. März  | Benjamin Markowitsch Blumenfeld           | russischer Schachspieler                                                                                            | 62    |       |
| 5. März  | Paul Bosse                                | deutscher Chirurg, Gynäkologe und Klinikgründer                                                                     | 65    |       |
| 5. März  | Alfredo Casella                           | italienischer Komponist, Musiker und Musikkritiker                                                                  | 63    |       |
| 5. März  | Marie Hoheisel                            | österreichische Frauenrechtlerin                                                                                    | 73    |       |
| 5. März  | Carl Mannich                              | deutscher Chemiker                                                                                                  | 69    |       |
| 5. März  | Fritz Neidholdt                           | deutscher Offizier, zuletzt Generalleutnant                                                                         | 59    |       |
| 6. März  | Auguste Champetier de Ribes               | französischer Jurist und Politiker                                                                                  | 64    |       |
| 6. März  | John J. Cochran                           | US-amerikanischer Politiker                                                                                         | 66    |       |
| 6. März  | Neville Dixey                             | britischer Politiker (Liberal Party) und Geschäftsmann                                                              | 65    |       |
| 6. März  | Halford Mackinder                         | englischer Geograph und Geopolitiker, Mitglied des House of Commons                                                 | 86    |       |
| 7. März  | Hugo Gaebler                              | deutscher Numismatiker                                                                                              | 78    |       |
| 7. März  | Ludwig Hardt                              | deutscher Rezitator                                                                                                 | 61    |       |
| 7. März  | Hans Körbel                               | deutscher Arzt und Kriegsverbrecher                                                                                 | 37    |       |
| 7. März  | Halim Malkoč                              | jugoslawischer muslimischer Imam und SS-Obersturmführer der Waffen-SS                                               | 29    |       |
| 7. März  | Josef Meisinger                           | deutscher Oberst der Polizei, SS-Standartenführer und Kriegsverbrecher                                              | 47    |       |
| 7. März  | Ossi Oswalda                              | deutsche Schauspielerin der Stummfilm- und frühen Tonfilm-Zeit                                                      | 50    |       |
| 7. März  | Stewart Tritle                            | US-amerikanischer Tennisspieler                                                                                     | 75    |       |
| 8. März  | Ludwig Fischer                            | deutscher Politiker (NSDAP), MdR                                                                                    | 41    |       |
| 8. März  | Wilhelm Knottek                           | österreichischer Politiker (SDAP), Landtagsabgeordneter                                                             | 70    |       |
| 8. März  | Ida Krzyzanowski-Doxat                    | österreichische Opernsängerin (Sopran)                                                                              | 80    |       |
| 8. März  | Victor Potel                              | US-amerikanischer Schauspieler                                                                                      | 57    |       |
| 8. März  | Heinrich Spiero                           | deutscher Germanist und Literaturhistoriker                                                                         | 70    |       |
| 9. März  | Gerhard Bast                              | österreichischer Jurist, SS-Sturmbannführer und Gestapomitarbeiter                                                  | 36    |       |
| 9. März  | Carrie Chapman Catt                       | US-amerikanische Frauenrechtlerin                                                                                   | 88    |       |
| 9. März  | Georgi Georgijewitsch de Metz             | russischer Physiker, Methodologe und Universitätsrektor                                                             | 85    |       |
| 9. März  | Cyrillo de Paula Freitas                  | brasilianischer Geistlicher, römisch-katholischer Bischof von Corumbá                                               | 86    |       |
| 9. März  | Hermann Gelder                            | deutscher Apotheker                                                                                                 | 81    |       |
| 9. März  | Harry Maync                               | deutscher Germanist                                                                                                 | 72    |       |
| 9. März  | Felix Pfitzner                            | deutscher Filmproduzent und Funktionär der Filmwirtschaft                                                           | 63    |       |
| 9. März  | Kurt Samson                               | deutscher Politiker (NSDAP), Bezirksbürgermeister Berlin-Neukölln                                                   | 46    |       |
| 9. März  | Arthur Storch                             | deutscher Bildhauer und Medailleur                                                                                  | 76    |       |
| 9. März  | Harald Turner                             | Jurist, preußischer Staatsrat, SS-Gruppenführer und stellvertretender Amtschef des SS-Rasse- und Siedlungshauptamts | 55    |       |
| 9. März  | Wilhelm Werner                            | deutscher Automobilrennfahrer                                                                                       | 72    |       |
| 10. März | Theodor Grätz                             | deutscher Maler, Karikaturist und Illustrator                                                                       | 87    |       |
| 10. März | Hyakutake Seikichi                        | japanischer General                                                                                                 | 58    |       |
| 10. März | Wilhelm Kinghorst                         | deutscher Schulleiter, Buchautor und Diepholzer Heimatforscher                                                      | 69    |       |
| 10. März | Narisara Nuwattiwong                      | siamesischer Adliger                                                                                                | 83    |       |
| 10. März | Walter Rogowski                           | deutscher Elektrotechniker                                                                                          | 65    |       |
| 10. März | Friedrich Schott                          | deutscher Landtagsabgeordneter (NSDAP) im Volksstaat Hessen                                                         | 65    |       |
| 10. März | Heinz Spanknöbel                          | deutscher Immigrant in die USA, Gründer der NS-Organisation Friends of New Germany                                  | 53    |       |
| 11. März | Felix Guerlin                             | Schriftsteller | 76    |       |
| 11. März | Wilhelm Heye                              | deutscher Generaloberst                                                                                             | 78    |       |
| 11. März | Victor Lustig                             | Trickbetrüger und Hochstapler                                                                                       | 57    |       |
| 11. März | Emma Schlangenhausen                      | österreichische Malerin und Grafikerin                                                                              | 65    |       |
| 12. März | Winston Churchill                         | US-amerikanischer Autor                                                                                             | 75    |       |
| 12. März | Herbert Goehle                            | deutscher Marineoffizier, zuletzt Konteradmiral im Zweiten Weltkrieg                                                | 69    |       |
| 12. März | Walter Samuel Goodland                    | US-amerikanischer Politiker                                                                                         | 84    |       |
| 12. März | Rüdiger vom Hagen                         | deutscher Großgrundbesitzer und Hofbeamter                                                                          | 78    |       |
| 12. März | Joachim Jenkner                           | deutscher Landrat                                                                                                   | 41    |       |
| 12. März | Vitus Ritter von Hertel                   | deutscher Verwaltungsbeamter und Eisenbahnpräsident                                                                 | 83    |       |
| 12. März | Rolf von Hoerschelmann                    | deutschbaltischer Illustrator, Sammler, Schriftsteller und Bohemien                                                 | 62    |       |
| 12. März | Franz Meinow                              | bayerischer Bürgermeister und Landrat                                                                               | 36    |       |
| 12. März | Hugh Edwin Munroe                         | kanadischer Politiker, Vizegouverneur von Saskatchewan                                                              | 68    |       |
| 12. März | Friedrich Raff                            | deutscher Schriftsteller, Journalist und Drehbuchautor                                                              | 57    |       |
| 12. März | Smith Wigglesworth                        | britischer Handwerker, Evangelist, Pfingstprediger und Autor                                                        | 87    |       |
| 13. März | Walter von Hülsen                         | deutscher Offizier, zuletzt General der Infanterie der Reichswehr                                                   | 83    |       |
| 13. März | Bruno Meissner                            | deutscher Assyriologe und Vorderasiatischer Archäologe                                                              | 78    |       |
| 14. März | Friedrich Nebelthau                       | deutscher Politiker (DDP), MdBB, Senator in Bremen                                                                  | 83    |       |
| 14. März | Edmund Schiefeling                        | deutscher Zeitungsverleger, Journalist und Bürgermeister von Engelskirchen                                          | 65    |       |
| 14. März | William Tyrrell, 1. Baron Tyrrell         | britischer Adliger und Beamter im Außenministerium                                                                  | 80    |       |
| 15. März | Jean-Richard Bloch                        | französischer Schriftsteller und Kritiker                                                                           | 62    |       |
| 15. März | Edgar C. Ellis                            | US-amerikanischer Politiker                                                                                         | 92    |       |
| 15. März | Hubert Hönnekes                           | deutscher Politiker (Zentrum), MdR                                                                                  | 66    |       |
| 15. März | Johann Theodor Viehmeyer                  | deutscher Pianist und Musikschriftsteller                                                                           | 77    |       |
| 16. März | Paul Demiéville                           | Schweizer Mediziner                                                                                                 | 91    |       |
| 16. März | Anna Ebert                                | deutsche Politikerin, KZ-Häftling                                                                                   | 57    |       |
| 16. März | Reinhold Max Eichler                      | deutscher Maler, Zeichner und Illustrator                                                                           | 75    |       |
| 16. März | Waldemar Holberg                          | dänischer Boxer im Weltergewicht                                                                                    | 63    |       |
| 16. März | Joshua L. Johns                           | US-amerikanischer Politiker                                                                                         | 66    |       |
| 16. März | Curt Wittje                               | deutscher Politiker (NSDAP), MdR, SS-Gruppenführer, Chef des SS-Hauptamts (1934–1935)                               | 52    |       |
| 17. März | Karel Anděl                               | tschechischer Selengraph und Mitbegründer der Tschechischen astronomischen Gesellschaft                             | 62    |       |
| 17. März | François Baco                             | französischer Rebzüchter                                                                                            | 81    |       |
| 17. März | Georg Gelbke                              | deutscher Maler und Grafiker                                                                                        | 64    |       |
| 17. März | Kurt Oppenländer                          | deutscher Offizier, Kommandeur der 305. Infanterie-Division                                                         | 55    |       |
| 17. März | Margarethe Raabe                          | deutsche Malerin | 83    |       |
| 18. März | William Durant                            | Gründer von General Motors                                                                                          | 85    |       |
| 18. März | Michail Gerdschikow                       | bulgarischer Freiheitskämpfer                                                                                       | 70    |       |
| 18. März | Beatrix Kernic                            | kroatisch-österreichische Opernsängerin (Mezzosopran) und Opernregisseurin                                          | 76    |       |
| 18. März | Baba Faja Martaneshi                      | albanischer Widerstandskämpfer und Derwisch der Bektaschi                                                           |       |       |
| 18. März | Willem Pijper                             | niederländischer Komponist                                                                                          | 52    |       |
| 18. März | Rafael Thaler                             | österreichischer Maler und Restaurator                                                                              | 76    |       |
| 19. März | Prudence Heward                           | kanadische Malerin                                                                                                  | 50    |       |
| 19. März | Ernst Krieck                              | deutscher Lehrer, Schriftsteller und Professor                                                                      | 64    |       |
| 19. März | Ludwig Lehmann                            | evangelischer deutscher Theologe, Pfarrer und Autor                                                                 | 80    |       |
| 19. März | Eugen Ortner                              | deutscher Schriftsteller                                                                                            | 56    |       |
| 19. März | Carl Pöhlmann                             | deutscher Jurist und Heimatforscher                                                                                 | 83    |       |
| 20. März | John Chapman                              | US-amerikanischer Radrennfahrer, Radsport-Organisator und -Funktionär                                               |       |       |
| 20. März | Hermann von Choltitz                      | deutscher Landrat                                                                                                   | 78    |       |
| 20. März | Alfred Dedekind                           | deutscher Jurist, Ministerialbeamter und Politiker (BNP), MdL                                                       | 71    |       |
| 20. März | Ludwig Ehrsam                             | deutscher Mediziner und SS-Arzt                                                                                     | 36    |       |
| 20. März | Carl Friederichs                          | deutscher Polizist und Mitglied der Hamburgischen Bürgerschaft                                                      | 67    |       |
| 20. März | Victor Moritz Goldschmidt                 | Geochemiker | 59    |       |
| 20. März | Karl Gstöttenbauer                        | österreichischer NS-Funktionär und SA-Führer                                                                        | 44    |       |
| 20. März | Hans Kofler                               | österreichischer Arabist und Semitist                                                                               | 51    |       |
| 20. März | Heinrich Schwarz                          | deutscher Lagerkommandant im KZ Auschwitz III Monowitz                                                              | 40    |       |
| 20. März | Michel Warlop                             | französischer Swing-Violinist und Bandleader                                                                        | 36    |       |
| 21. März | Joseph Barcroft                           | britischer Physiologe                                                                                               | 74    |       |
| 21. März | Friedrich Boden                           | deutscher Gesandter in Diensten des Herzogtums Braunschweig, des Freistaates Braunschweig und anderer Länder        | 76    |       |
| 21. März | Homer Lusk Collyer                        | US-amerikanischer Zwangsneurotiker                                                                                  | 65    |       |
| 21. März | Wilhelm von Lans                          | deutscher Seeoffizier, Admiral in der Kaiserlichen Marine                                                           | 86    |       |
| 21. März | Franz Nader                               | österreichischer Gewerkschafter                                                                                     | 81    |       |
| 21. März | Hans Rüdiger                              | deutscher evangelisch-lutherischer Geistlicher und Autor von geistlichen Spielen                                    | 68    |       |
| 21. März | Rudolf Schmid                             | deutscher Architekt                                                                                                 | 78    |       |
| 21. März | Mervyn Wingfield, 8. Viscount Powerscourt | britischer Offizier und Peer                                                                                        | 66    |       |
| 22. März | Wilhelm Ernst Asbeck                      | deutscher Schriftsteller                                                                                            | 65    |       |
| 22. März | Hiram Brülhart                            | Schweizer Kunstmaler                                                                                                | 68    |       |
| 22. März | Erich Leimkugel                           | deutscher Apotheker, Freiballonfahrer und Politiker                                                                 | 69    |       |
| 22. März | Joaquim Mamede da Silva Leite             | brasilianischer Geistlicher, Weihbischof in Campinas                                                                | 70    |       |
| 22. März | Arturo Martini                            | italienischer Bildhauer                                                                                             | 57    |       |
| 22. März | Alfred Offner                             | österreichischer Maler, Grafiker und Plakatkünstler                                                                 | 67    |       |
| 22. März | Jean-Jacques Salverda de Grave            | niederländischer Romanist, Provenzalist und Mediävist                                                               | 84    |       |
| 22. März | Willi Seroski                             | deutscher Kommunalpolitiker (DDP)                                                                                   | 72    |       |
| 22. März | Josef Spickermann                         | deutscher Politiker (DVP) und Abgeordneter der deutschen Minderheit im Sejm in Polen                                | 77    |       |
| 22. März | Kurt Wege                                 | deutscher Politiker (NSDAP), MdR                                                                                    | 55    |       |
| 23. März | David Ashworth                            | englischer Fußball-Schiedsrichter und Trainer                                                                       | 78    |       |
| 23. März | Otto Fischer                              | deutscher Maler, Grafiker und Designer                                                                              | 76    |       |
| 23. März | Theodor Leipart                           | deutscher Gewerkschafter                                                                                            | 79    |       |
| 23. März | Luise von Österreich-Toskana              | Erzherzogin von Österreich, durch Heirat Kronprinzessin von Sachsen                                                 | 76    |       |
| 23. März | Joseph August Lux                         | österreichischer Schriftsteller                                                                                     | 75    |       |
| 23. März | Sakaguchi Shizuo                          | Generalleutnant der kaiserlich japanischen Armee                                                                    | 60    |       |
| 23. März | Paul Schnabel                             | deutscher Althistoriker                                                                                             | 59    |       |
| 23. März | Hugo Ungewitter                           | deutscher Maler | 78    |       |
| 23. März | Ferdinand Zecca                           | französischer Filmregisseur und Pionier des französischen Films                                                     | 83    |       |
| 24. März | Ōshima Ken’ichi                           | japanischer Generalleutnant und Politiker                                                                           | 88    |       |
| 25. März | Chen Chengpo                              | taiwanischer Maler                                                                                                  | 52    |       |
| 25. März | Bonifatius Köstler                        | deutscher Ordensgeistlicher, Missionar und Märtyrer                                                                 | 49    |       |
| 25. März | Ishizaki Kōyō                             | japanischer Maler                                                                                                   | 62    |       |
| 25. März | Emil Sigerus                              | siebenbürgischer Volkskundler                                                                                       | 93    |       |
| 26. März | Philipp Graf                              | deutscher Maler | 72    |       |
| 26. März | Einar Hansen                              | dänischer Ringer | 48    |       |
| 26. März | Alois Kříž                                | tschechoslowakischer Journalist                                                                                     | 36    |       |
| 26. März | Friedrich Heinrich Otto Melle             | deutscher Geistlicher, evangelisch-methodistischer Bischof                                                          | 71    |       |
| 27. März | Karl Bornhäuser                           | Pfarrer, Theologe, Hochschullehrer                                                                                  | 78    |       |
| 27. März | Edith Craig                               | englisch-britische Suffragette, Dramatikerin und Autorin                                                            | 77    |       |
| 27. März | Olga Kaiser                               | Schweizer Schriftstellerin und Dramatikerin                                                                         | 50    |       |
| 27. März | Jan Rozkošný                              | tschechischer und österreichischer Politiker                                                                        | 91    |       |
| 27. März | Sydney Howard Smith                       | englischer Tennis- und Badmintonspieler                                                                             | 75    |       |
| 28. März | Henri Deberly                             | französischer Schriftsteller                                                                                        | 64    |       |
| 28. März | Johnny Evers                              | US-amerikanischer Baseballspieler und -trainer                                                                      | 65    |       |
| 28. März | Fritz Limmer                              | deutscher Chemiker, Hochschullehrer, Fotograf und Heimatforscher                                                    | 65    |       |
| 28. März | Iwan Iwanowitsch Schegalkin               | russischer Logiker und Mathematiker                                                                                 | 77    |       |
| 28. März | Karol Świerczewski                        | General der sowjetischen und polnischen Armee, Mitglied des Sejm                                                    | 50    |       |
| 29. März | Johann Frizen                             | deutscher Politiker der CDU                                                                                         | 65    |       |
| 29. März | Hendrik van Gent                          | niederländischer Astronom                                                                                           |       |       |
| 29. März | Adolf Grün                                | österreichischer Chemiker                                                                                           | 69    |       |
| 29. März | Harry L. Haines                           | US-amerikanischer Politiker                                                                                         | 67    |       |
| 29. März | Rudolf von Heckel                         | deutscher Historiker                                                                                                | 66    |       |
| 29. März | William Berryman Scott                    | US-amerikanischer Wirbeltier-Paläontologe                                                                           | 89    |       |
| 29. März | Ignatius Staub                            | Abt von Einsiedeln                                                                                                  | 74    |       |
| 29. März | Charles S. Whitman                        | US-amerikanischer Jurist und Politiker                                                                              | 78    |       |
| 30. März | Hendrik van Boeijen                       | niederländischer Politiker                                                                                          | 57    |       |
| 30. März | Vojtěch Bradáč                            | tschechoslowakischer Fußballspieler                                                                                 | 33    |       |
| 30. März | Erich Briese                              | deutscher Schauspieler                                                                                              | 77    |       |
| 30. März | Qazi Mohammed                             | Angehöriger einer hoch angesehen geistlichen Familie aus der kurdischen Stadt Mahabad                               |       |       |
| 30. März | Michael Joseph Muldowney                  | US-amerikanischer Politiker                                                                                         | 57    |       |
| 30. März | Mohammed Hossein Saif Qazi                | kurdischer Politiker                                                                                                |       |       |
| 30. März | Georg Süßenguth                           | deutscher Architekt                                                                                                 | 85    |       |
| 30. März | Johannes Tiedke                           | deutscher Versicherungsdirektor                                                                                     |       |       |
| 31. März | Louis Adlon                               | deutsch-amerikanischer Schauspieler                                                                                 | 39    |       |
| 31. März | Ludwig Diehl                              | deutscher Schriftsteller                                                                                            | 80    |       |
| 31. März | Uljana Krawtschenko                       | ukrainische Dichterin und Frauenrechtlerin                                                                          | 86    |       |
| 31. März | Georg Ledebour                            | deutscher Politiker (DFP, USPD, SADP, SPD), MdR                                                                     | 97    |       |
| 31. März | Erwin Magnus                              | deutscher Schriftsteller und Übersetzer                                                                             | 65    |       |
| 31. März | Albert Friedrich Speer                    | deutscher Architekt                                                                                                 | 83    |       |
| 31. März | Martin Wendt                              | deutscher Politiker (NSDAP), MdR, MdL                                                                               | 60    |       |
|          | Paul Blunk                                | deutscher Jurist und Landeshauptmann in Ostpreußen (1928–1936)                                                      | 67    |       |
|          | Langley Collyer                           | US-amerikanischer Zwangsneurotiker                                                                                  | 61    |       |
|          | Albert Delbecque                          | belgischer Fußballspieler                                                                                           |       |       |